# THE 인사이드
《THE 인사이드》는 2011년 10월 13일부터 2024년 3월 21일까지 방송되었던 G1방송의 시사 프로그램이다.

## 진행
- 메인 : 김우진
- 서브 : 강민주

## 역대 진행
- 1대 : 이창섭 (2011년 10월 13일 ~ 2020년 10월 10일)
- 2대 : 김도환 (2020년 10월 17일 ~ 2021년 4월 3일)
- 임시 : 노승만 (2021년 5월 22일 ~ 2021년 6월 5일)
- 3대 : 김우진 (2021년 6월 16일 ~ 2024년 3월 21일)

## 타이틀 변천사
| 기수 | 프로그램 타이틀   | 방송 기간                           |
| ---- | ----------------- | ----------------------------------- |
| 1기  | 이창섭의 인사이드 | 2011년 10월 13일 ~ 2020년 10월 10일 |
| 2기  | THE 인사이드      | 2020년 10월 17일 ~ 2024년 3월 21일  |

## 같이 보기
- G1 뉴스라인
- G1 뉴스
- 뉴스퍼레이드 강원
- G1 뉴스 820